# Cinema Montgrí
El Cinema Montgrí és una sala d'espectacles a la vila de Torroella de Montgrí (Baix Empordà) catalogada a l'Inventari del Patrimoni Arquitectònic de Catalunya. El cinema Montgrí es va construir aproximadament d'any 1925, en el solar que anteriorment ocupava la Casa López, i presenta les característiques estilístiques de l'"art déco".
Edifici de planta rectangular, que ocupa la cantonada dels carrers de Sant Agustí i Codina. La façana principal presenta una gran porta d'accés a la banda dreta, rectangular, amb una interessant reixa de ferro, i una marquesina d'obra a la part superior. A la banda esquerra, on es troba la porta d'accés al bar, hi ha tres obertures rectangulars al primer pis que formen un balcó corregut. La decoració d'aquesta part del parament és de bandes verticals acanalades. A la façana del carrer de Sant Agustí hi ha diverses obertures d'arc rebaixat a la planta baixa i rectangulars al primer pis. L'edifici es corona amb un conjunt de cornises.